# Norte FM
Norte FM Manaus é uma emissora de rádio brasileira sediada em Manaus, capital do estado do Amazonas. Opera no dial FM, na frequência 95,1 MHz, e é uma emissora própria da Norte FM, pertencendo ao Grupo Norte de Comunicação. Seus estúdios estão localizados no bairro Nossa Senhora das Graças, em frente ao antigo Parque Amazonense, e a sua torre de transmissão está no bairro do Aleixo. Com três jornais, dois programas de entretenimento e um programa de esporte.

## História
À meia-noite de 1.º de setembro de 2007, a emissora passa a retransmitir a programação da Transamérica Hits, que tinha uma programação eclética, com hits da música sertaneja, samba e pagode. Em 30 de março de 2012, a emissora troca de afiliação e passa a retransmitir a programação da Transamérica Pop, que por sua vez era mais direcionada ao público jovem, tocando músicas do segmento pop e rock. No entanto, em 2013, o Grupo Raman Neves de Comunicação não renova contrato com a Rede Transamérica, que tem sua programação transmitida pela última vez em 2 de março.
No dia seguinte, a emissora foi novamente arrendada por três anos para a Rede Aleluia, e sua programação passou a ser gerada a partir da sede amazonense da Igreja Universal, no bairro São Geraldo. Em 2 de março de 2016, após o fim do contrato com a IURD, a emissora voltou para as mãos do Grupo Raman Neves de Comunicação, e passou a transmitir apenas uma programação musical, sem locutores.
Em 22 de março, foi divulgado pela imprensa que a emissora se tornaria afiliada da Nativa FM, rede de rádios do Grupo Bandeirantes de Comunicação. A emissora passou a integrar a nova programação em 5 de abril, durante o programa Hora Mais Peão Nativa, às 17h. Por anos, se consolidou como uma das maiores audiência de Manaus, tendo à frente locutores como Magali Fortes, Mateus Arruda, Júlio Roberto e Patrick Motta.
A afiliação com a Nativa FM foi mantida até a meia-noite do dia 22 de março, quando os 95,1 MHz passaram a retransmitir a programação da Mais Brasil News de Brasília, Distrito Federal, emissora de programação jornalística e musical adulta que havia sido criada pelo Grupo Norte um ano antes. A emissora foi então renomeada para Mais Brasil News Manaus, e estreou uma nova programação local em 24 de março.